# Mermessus paulus
Mermessus paulus là một loài nhện trong họ Linyphiidae.
Loài này thuộc chi Mermessus. Mermessus paulus được Alfred Frank Millidge miêu tả năm 1987.